# Superdingue
 (juin 2025).
Motif : Absence de sources
- Archive Wikiwix
- Bing
- Cairn
- DuckDuckGo
- E. Universalis
- Gallica
- Google
- G. Books
- G. News
- G. Scholar
- Persée
- Qwant
- (zh) Baidu
- (ru) Yandex
- (wd) trouver des œuvres sur Wikidata

| 1. | Préciser le motif de la pose du bandeau. | Précisez le motif de la pose du bandeau en utilisant la syntaxe suivante : {{admissibilité à vérifier\|date=juin 2025\|motif=remplacez ce texte par le motif}}                   |
| 2. | Informer les utilisateurs concernés.     | Pensez à avertir le créateur de l'article, par exemple, en insérant le code ci-dessous sur sa page de discussion : {{subst:avertissement admissibilité à vérifier\|Superdingue}} |

Superdingue est une série de bande dessinée humoristique franco-belge créée par Paul Deliège et publiée l’hebdomadaire Spirou de 1967 à 1972, sous forme de 17 minis-récits et d'une histoire courte.
Cette parodie de Superman met en scène Max Costo, petit employé de bureau méprisé par tout son entourage, qui se croit capable de secourir la veuve et l'orphelin quand il revêt le costume de Superdingue.  Comme il doit retirer ses lunettes pour remplir ce rôle et qu'il est myope comme une taupe, il accumule les gaffes et les quiproquos, ce qui donne lieu à de nombreux gags.

## Liste des histoires
Publications dans Spirou
1. Superdingue, Spirou n° 1517, 11 mai 1967 (mini-récit).
2. Superdingue 2, Spirou n° 1518, 18 mai 1957 (mini-récit).
3. Superdingue 3, Spirou n° 1550, 28 décembre 1967 (mini-récit).
4. Superdingue 4, Spirou n° 1555, 1er février 1968 (mini-récit).
5. Superdingue 5, Spirou n° 1560, 7 mars 1968 (mini-récit).
6. Superdingue 6, Spirou n° 1569, 9 mai 1968 (mini-récit).
7. Superdingue 7, Spirou n° 1602, 26 décembre 1968 (mini-récit).
8. Superdingue 8, Spirou n° 1610, 20 février 1969 (mini-récit).
9. Superdingue 9, Spirou n° 1626, 12 juin 1969 (mini-récit).
10. Superdingue 10, Spirou n° 1640, 18 septembre 1969 (mini-récit).
11. Superdingue 11, Spirou n° 1651, 4 décembre 1969 (mini-récit).
12. Superdingue 12, Spirou n° 1657, 15 janvier 1970 (mini-récit).
13. Superdingue 13, Spirou n° 1666, 19 mars 1970 (mini-récit).
14. Superdingue 14, Spirou n° 1704, 10 décembre 1704 (mini-récit).
15. Superdingue 15, Spirou n° 1716, 4 mars 1971 (mini-récit).
16. Superdingue contre Noël Lepère, Spirou n° 1756, 9 décembre 1971.
17. Superdingue 16, Spirou n° 1762, 20 janvier 1972 (mini-récit).
18. Superdingue 17, Spirou n° 1776, 27 avril 1972 (mini-récit).

Albums
Les 17 mini-récits ont été publiées par les éditions Le Coffre à BD en 2004.